# Agustín Arturo Prat Chacón
Agustín Arturo Prat Chacón (Hisenda San Agustín de Puñual, Ninhue, província de Ñuble, 3 d'abril del 1848 - Iquique, 21 de maig de 1879) fou un mariner, militar i advocat xilè d'origen Català.
Participà en la Guerra contra Espanya —on intervingué en diverses batalles navals, incloent-hi la batalla de Papudo el 1865, en el qual fou capturada la goleta Covadonga— i la Guerra del Pacífic —on comandà la corbeta Esmeralda en el combat naval d'Iquique, en el qual morí. És considerat el màxim heroi naval de Xile.

## Família Prat
L'origen dels Prat es troba a Santa Coloma de Farners (Catalunya). Allí nasqué Isidro Prat Camps, llaurador de la terra i besavi d'Arturo, que tingué quatre fills amb María Rosa Guigueras i Mascaró: José, Narciso, Ignacio i Pedro.
Ignacio, nascut el 1770, s'inclinà pel comerç i treballà com a exportador de gèneres, principalment a l'Argentina. Per raons que encara es desconeixen, emigrà al voltant del 1806 a Xile, on es casà amb Agustina Barril Rojas i hi formà una família el 1811. Tingueren quatre fills, dels quals només Agustín i Clara sobrevisqueren.

## Pares
Agustín Prat Barril es dedicà al comerç i obrí una botiga a Santiago de Xile, on conegué María del Rosario Chacón Barrios, amb qui contragué matrimoni el 26 d'octubre del 1838. Obriren una botiga que, un temps després, fou completament destruïda per un incendi. Arruïnats per aquest fet, abandonaren la capital i es traslladaren a la hisenda San Agustín de Puñual de Ninhue, província de Ñuble, aleshores explotada per Andrés Chacón, germà de Rosario.
La parella continuà vivint un destí tràgic: Tres dels seus fills moriren quan encara eren tot petits i Agustín contragué una malaltia incurable (paràlisi progressiva), que l'anà destruint. En aquesta hisenda nasqué el 3 d'abril del 1848 el seu quart fill, Arturo Prat Chacón.

## Infància
De salut delicada, semblava que Arturo estava condemnat a seguir el destí dels seus altres germans. Per començar, no cridà en néixer i fou un nen de contextura molt fràgil. La seva mare, no obstant això, estava disposada a lluitar. Confià la salut del seu fill a la hidroteràpia i les suors hidropàtiques de l'anomenat mètode Priessnitz, desenvolupat per Vincent Priessnitz.
El pare fou temptat per la febre de l'or de Califòrnia, per la qual cosa s'aventurà amb altres xilens a provar fortuna als Estats Units, aventura que li costà la ruïna econòmica. La família es veié obligada a vendre la hisenda, per la qual cosa hagueren de tornar a la capital xilena.
La família Prat trobà solvència amb una chacra situada a l'actual comuna de Providencia, que posseïa Pedro Chacón, aleshores a la rodalia de la ciutat. Allà fou on transcorregueren els anys d'infància de Prat.
S'anà desenvolupant físicament, deixant enrere la seva condició «gairebé raquítica i malaltissa», segons la descripció del seu oncle Jacinto Chacón. S'atribuí el canvi al mètode Priessnitz, però és més probable que fos el resultat de l'ambient estimulant de la chacra, la seva afició pels exercicis físics i l'esperit de superació que li inculcà des de ben d'hora la seva mare.
El 1854, es vengué la chacra i la família es traslladà a una modesta casa a la Calle Nueva de San Diego, anomenada avui dia Arturo Prat. Dos anys més tard, el nen inicià els seus estudis en una escola inaugurada aquell any al mateix carrer, la qual es coneixia com a «escola de la Campana» a causa d'una torre amb una campana que repicava per cridar a les classes. El director d'aquesta escola era José Bernardo Suárez, un conegut professor.
Alumne de bona conducta, tret de pleitos i entremaliadures pròpies de la infància, tenia problemes amb les matemàtiques, específicament amb l'aritmètica, però aconseguí superar-los i obtenir distinció l'any 1856 en lectura, geografia, religió i la mateixa aritmética.
Deixà l'escola el 25 d'agost del 1858 i el dia 28 d'agost d'aquell mateix mes ingressà a l'Escola Naval de l'Estat, futura Escola Naval Arturo Prat.

## Joventut de mar

### L'Escola Naval

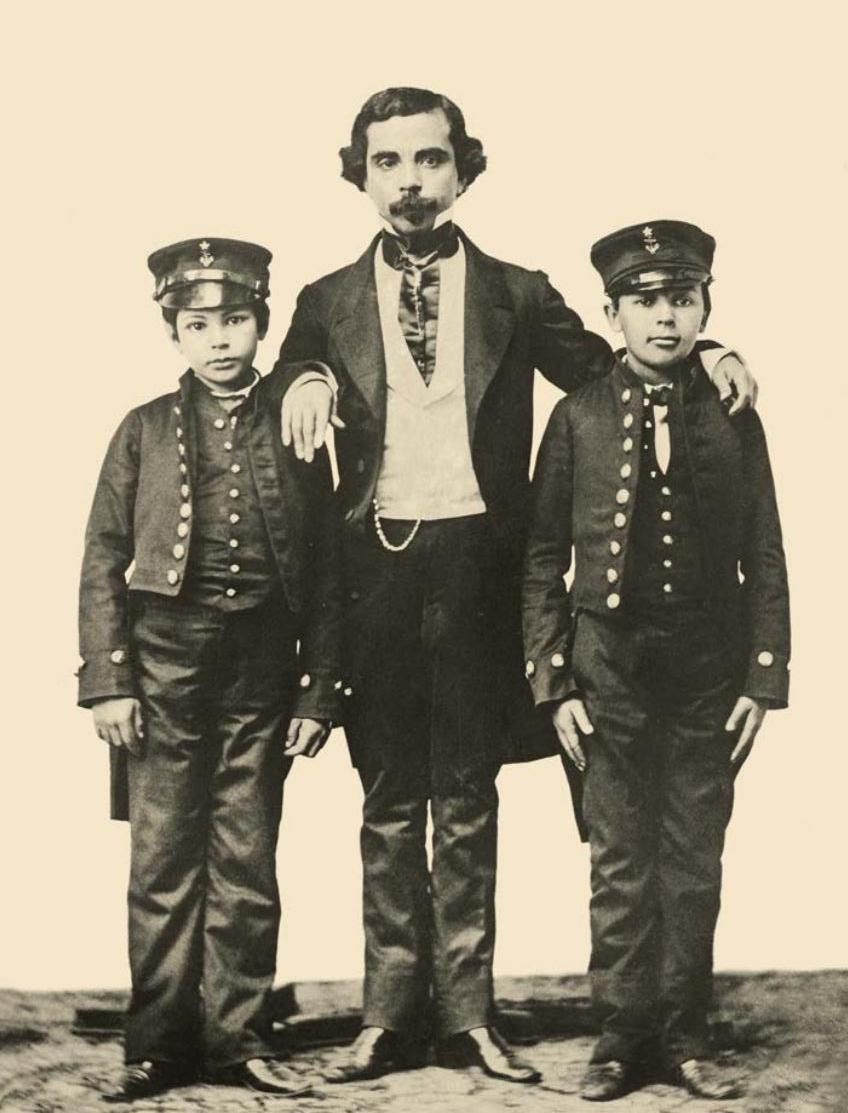
Arturo Prat, Jacinto Chacón (oncle d'Arturo) i Luis Uribe. Fotografia presa el dia de l'ingrés d'Arturo Prat a l'Escola Naval.

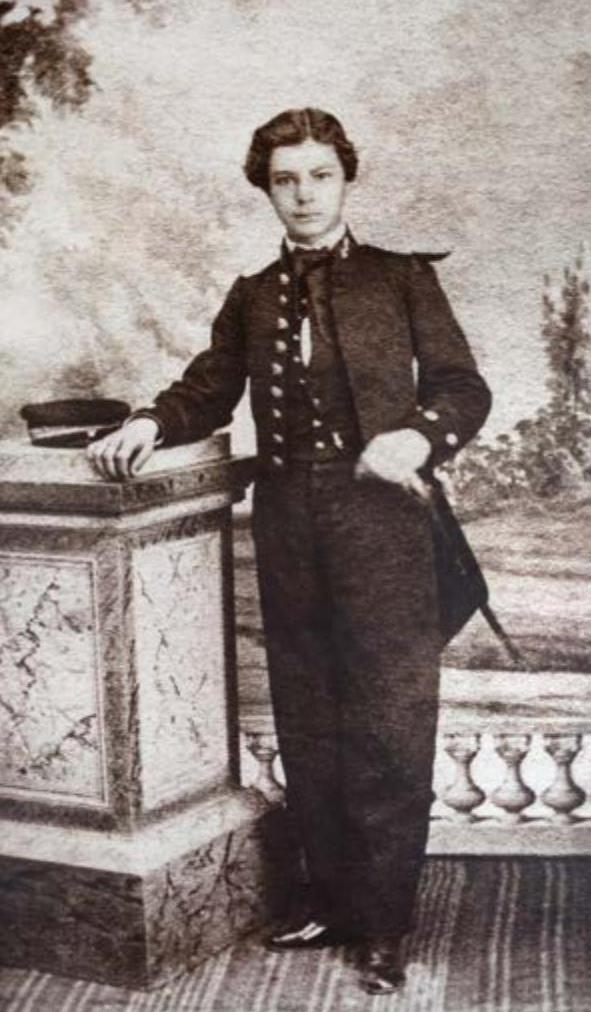
Arturo Prat el 1863

Prat ingressà a l'Escola Naval gràcies a les beques creades pel president Manuel Montt Torres per l'ingrés a aquesta institució. Eren dues beques per província: Una d'Arauco tocà a Prat, l'altra, a Luis Uribe Orrego. Ambdós tenien com apoderat Jacinto Chacón —oncle d'Arturo i padrastre d'Uribe—, cosa que va convertir els dos nens en gairebé germans.
Aleshores dirigia l'escola el francès Jean-Jules Feillet, secundat pel seu compatriota Antoine Desmadryl.
Els joves Prat i Uribe formaren part de l'anomenat «curs dels herois», integrat, entre d'altres, per Carlos Condell de la Haza, Juan José Latorre i Jorge Montt Álvarez, tots ells personatges destacats de la Guerra del Pacífic.
El seu primer any seria irregular en els estudis, distret, continuaren les seves dificultats amb les matemàtiques. Tanmateix, igual que en l'escola, se sobreposà i aconseguí una medalla de plata pels seus assoliments.
El 1859, el seu segon any com a cadet, els alumnes hagueren d'iniciar l'aprenentatge nàutic. El seu primer viatge d'instrucció es realitzà en el vapor Independencia, amb maniobres de vela i aparellament, per seguir després amb les pràctiques de marineria i artilleria.
El gener del 1860, Arturo Prat pujà a bord de la gairebé nova Esmeralda per primera vegada. Continuà el seu aprenentatge nàutic: Embarque i desembarque, simulacres de combat i altres. El juliol del 1861, sortí de l'Escola Naval, sent «primera antiguitat», el més distingit del curs. Obtingué el grau de guàrdia sense examen.
Prat continuà els viatges de pràctica, sempre a l'Esmeralda, que es motejà afectuosament com a «La Macarrona», on es produïren fets destacables, com ara l'incident de l'Infernal, una nau francesa on s'emmagatzemava tota mena d'explosius i municions. Per en, podia fer honor al seu nom si alguna vegada s'hi calava foc. Això passà l'1 d'octubre del 1861, en aparcar-se un núvol de fum negre sobre la nau, ubicada a la badia de Valparaíso. Es trobava allà mateix l'Esmeralda, que envià immediatament bots a apaivagar el sinistre. Un d'aquests bots fou conduït pel guàrdia marina Arturo Prat, que després de dues hores de lluita contra el foc hagué de retirar-se de la nau amb els altres mariners, i es produïren els danys temuts en vaixells i edificis propers.

### Guerra amb Espanya

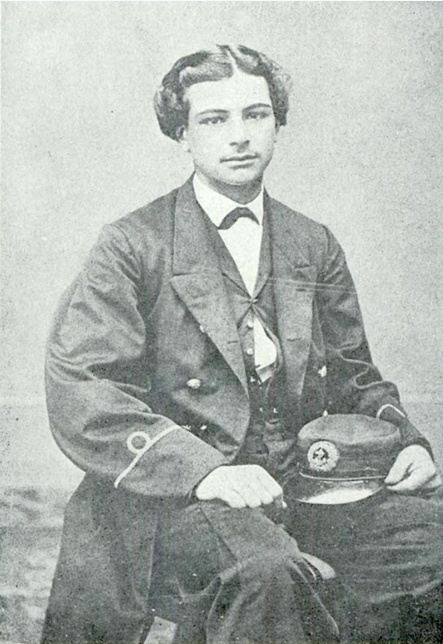
Prat a la seva joventut (1864)

El 21 de juliol del 1864, Prat donà la prova de teoria i pràctica necessària per passar de guàrdia marina sense examen a guàrdia marina examinat, que va aprovar destacadament. Aquell mateix any es produïren incidents que desembocaren en la guerra contra Espanya, detonada per la desaprovació xilena de l'ocupació de les illes Chincha, pertanyents a Perú, per l'estol espanyol. Declarada la guerra, fou el baptisme de foc per Prat i els seus companys.
Comandava l'Esmeralda, aleshores, Juan Williams Rebolledo, que planejà la recuperació del vapor xilè Matías Cousiño i la captura de la goleta espanyola Covadonga. El dia 26 de novembre del 1865, s'esdevingué el combat naval de Papudo, el qual s'inclinà ràpidament al bàndol xilè, superior en poder de foc, que capturà el vaixell vençut. La captura de la Covadonga repercutí en fer que tots els mariners partícips de l'acte fossin ascendits en un grau, convertint-se Prat en tinent segon. Amb desitjos de compensar la derrota de Papudo, l'estol espanyol buscà un altre enfrontament amb les naus aliades (a Xile se li sumaren en la guerra l'Equador i el Perú).
Els esforços de revenja es realitzaren a la rodalia de Chiloé, en l'anomenat combat naval d'Abtao, el 7 de febrer del 1866.
El combat fou només d'artilleria entre la Covadonga i les naus hispanes Villa de Madrid i Blanca, car les altres naus aliades quedaren inutilitzades o bé per falta de carbó o bé pel caràcter rocós de l'estuari. Prat servia aleshores en la Covadonga, nau que resistí amb fortuna el bombardeig espanyol. No hi hagué baixes en els aliats, mentre que els espanyols tingueren dos morts. Al moment del combat naval d'Abtao, les naus aliades estaven al comandament del capità de navili AP Manuel Villar en substitució de Juan Williams Rebolledo, que havia partit el 5 de febrer a Ancud amb l'Esmeralda en procura de carbó i queviures pels BAP Unión i Amèrica, que havien arribat el dia anterior als canals d'Abtao després d'una llarga travessia des del Perú.

### Jove oficial
Després de la guerra, Prat realitzà nombrosos viatges marítims, tant a l'interior com a l'exterior, per exemple a l'arxipèlag de Juan Fernández i l'illa de Pasqua (en la corbeta "Esmeralda al comandament de Policarpo Toro), a Magallanes i el Perú. Durant aquest últim viatge, realitzat el 1868, s'encarregà de transportar auxilis als afectats pel terratrèmol d'aquell mateix any i després repatriar les restes de Bernardo O'Higgins, servint a les ordres de Manuel Blanco Encalada.

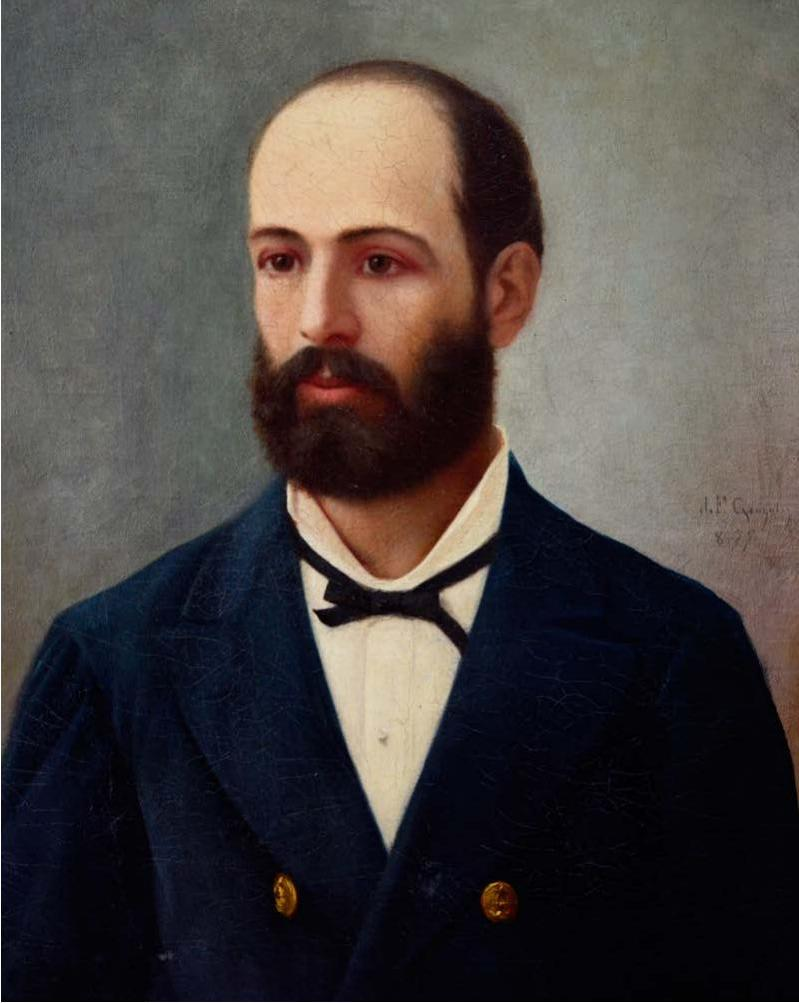
Retrato d'Arturo Prat, pintat pel seu amic personal Juan Francisco González

El 9 de setembre, Prat es convertí en tinent primer. Aleshores el futur heroi tornà a l'escola Naval, però aquesta vegada com a instructor. Des del 1871, seria oficial detall (ajudant de segon comandant) de l'Esmeralda, per la qual cosa li corresponien diversos càrrecs a l'escola (professor, sotsdirector, director interí). Se li confiaren els cursos d'ordenança naval, dret, tàctoca naval, cosmografia, etc. Igualment hagué d'estacionar-se quatre anys (1871-1874) amb la corbeta al port de Mejillones. Assolí els graus de capità de corbeta graduat (1873) i efectiu (1874). Fou un esforçat professor que lluità contra la falta de recursos del medi per impartir una educació de qualitat. Realitza ell mateix les traduccions dels llibres del francès a l'espanyol.
Li calgué enfrontar-se a situació particular a Prat en aquells anys. El 24 de maig de 1875, es trobava l'Esmeralda a Valparaíso, mentre Prat guardava llicència per estar malalt. El comandant del vaixell, Luis Alfredo Lynch, també es trobava amb llicència, estant la nau a càrrec del tinent Constantí Bannen.
Esclatà un violent temporal a la badia, el Valdivia trencà les amarras i es precipità contra l'Esmeralda, que per la seva banda impactà amb el Maipo. Semblava inevitable el naufragi de l'Esmeralda, quan arribaren Prat i Lynch. Aconseguiren ser transportats pels barquers al navili, però les ones violentes immobilitzaren l'embarcació. Arturo Prat es llançà a l'aigua i nedà fins al vaixell pujant per una corda (com ho havia fet instants abans Lynch), on treballà febrilment amb una corda lligada per la cintura al pal, per realitzar les maniobres de salvament. Consistia a avarar la nau de proa contra la platja i assegurar-l'hi mitjançant cordatges. No resultà fàcil, però acabaren avarant-la. Luis Alfredo Lynch recordaria després "la impertorbable serenitat davant del perill" d'Arturo Prat.
La reparació de l'Esmeralda fou difícil i llarga i el seu cost s'elevà a 100.000 pesos. Lynch hagué d'enfrontar-se a un sumari en contra seva per les responsabilitats que li pertocaven, però aconseguí salvar-se per un empat en la votació. Durant tot el sumari, Arturo Prat sempre fou fidel al seu superior, donant-li suport en el procés.
Conclosos els exàmens de maig del 1876, el govern xilè tancà l'Escola Naval. Xile no necessitava més oficials, en tenia prou amb els existents, explicà el govern, a només tres anys de la Guerra del Pacífic.
Prat, que deixà Condell a càrrec de l'Esmeralda, desembarcà i fou nomenat ajudant de la Governació Marítima de Valparaíso (pels seus estudis d'advocat). Era desembre del 1876, ja era capità de fragata graduat, però només tornaria a l'Esmeralda una vegada iniciada la Guerra del Pacífic.
El 1877, fou destinat per un temps a l'Argentina en comissió de servei.

## Prat advocat

### Estudis
El 1870, Arturo Prat inicià el camí per convertir-se en advocat; sempre li havien interessat les lleis, per la qual cosa decidí obtenir un títol professional. S'inicià amb la seva sortida com alumne lliure d'Humanitats al Liceo de Valparaíso i l'Instituto Nacional. El 1871, aconseguí el diploma de batxillerat en Filosofia i Humanitats, requisit per iniciar els estudis de Dret, trobant-se entre els seus examinat el reputat historiador Diego Barros Arana.
L'any següent, començà els estudis del dret en propietat, adscrit a la Facultat de Dret de la Universitat de Xile, estudiant a bord de l'Esmeralda, aquell any a Mejillones. De retorn de la seva missió, sol·licità ser examinat a Valparaíso, aprovant els rams requerits. El 1875, inicià la pràctica de l'advocacia, requisit anterior al títol, en un estudi jurídic de Valparaíso.
El juliol del 1876, Prat aprovà els últims cursos. Preparat per llicenciar-se, hagué de superar una cèdula entre diversos ramos i donar examen sobre ella. La seva cèdula fou dret romà, que aconseguí passar els dies 24, 25 i 26 de juliol, juntament amb l'aprovació de la seva memòria Observaciones a la ley electoral vigente, obtenint la llicència.
Hagué de retre l'examen final davant dels ministres de la Cort Suprema el 31 de juliol del 1876; tanmateix, Prat s'assabentà que el màxim Tribunal havia resolt no sentir exàmens aquell dia. Prat insistí que el seu temps com a mariner era molt limitat, demanant una audiència davant el president de la Cort Suprema, Manuel Montt Torres. El convencé perquè se li deixés examinar-se i, finalitzat el dia, Prat es convertí en advocat als 28 anys.
Amb anterioritat al seu examen final, ja Prat havia acomplert les tasques d'advocat en defensar l'enginyer Ricardo Owen, acusat de desobediència, i després el seu amic i company Luis Uribe Orrego, acusat del delicte de desobediència i desacatament als seus superiors. En la primera ocasió tingué èxit, però defensant el seu amic no tant, car fou condemnat per sis vots en contra a sis mesos de presidi. Una amnistia del President salvà Uribe i la seva carrera naval d'aquest destí.
Tot i el seu títol, la seva difícil situació econòmica i les súpliques de la seva dona, Prat es negà a deixar la Marina per exercir com a advocat, adduint: «no tinc ambicions de lucre, ni els honors ni la glòria m'atrauen, car crec que puc servir la meva pàtria d'alguna altra manera».

#### Observacions a la llei electoral vigent

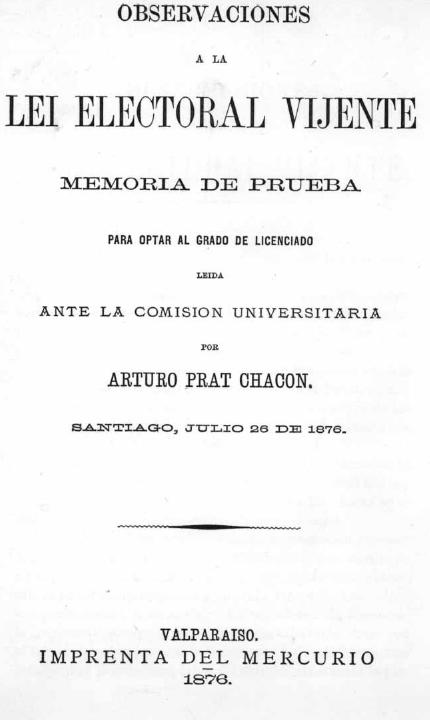
Observaciones a la lei electoral vijente

La seva tesi de llicenciatura, titulada Observaciones a la ley electoral vijente, conté importants pistes sobre el seu pensament polític. Fou escrita en el marc de la promulgació de la nova llei electoral, durant el govern de Federico Errázuriz Zañartu, en el qual s'establí la institució dels majors contribuents i el vot acumulatiu pels diputats. Prat analitzà aquesta llei segons la perspectiva que permetia avançar en la llibertat electoral. Assenyalà les contradiccions i obscuritats del text, però recalcà que era una llei «eminentment liberal».
Acaba dient:
| « | Bona en el fons, té la necessitat de serioses i importants reformes en matèria de reglamentació, si ha d'assolir l'alt objectiu que està a ser destinada: ser garantia eficaç que el resultat de les urnes sigui feliç expressió de la voluntat nacional. | » |

### Jurista
Prat exercí molt poc temps la seva professió acabada d'adquirir. Es dedicà principalment a resoldre els problemes legals dels Chacón i els Carvajal, així com problemes relacionats amb el naval.
Aspirà a ser auditor de Marina, però només fou investit com a «ajudant», principalment a causa de la seva escassa experiència, encomanant-se-li els aspectes jurídics de la Comandància General de Marina. A més, Prat hagué de suportar recels encoberts i hostilitats dels seus parells pel fet de ser advocat, que li mantenien una certa distància per no considerar-lo un militar de ple dret.
Aquí Prat realitzà una remodelación completa al sistema legal de l'Armada, començant per la Llei de Navegació, presentant-hi 152 modificacions, de les quals gran part fou acceptada.
També s'encarregà de regular el tema dels ascensos, per evitar que hi influïssin les relacions socials, les quotes polítiques i altres coses diferents del mèrit propi i l'antiguitat. Prat morí sense veure publicat aquest codi de marina.

## Home de família

### Festeig i matrimoni

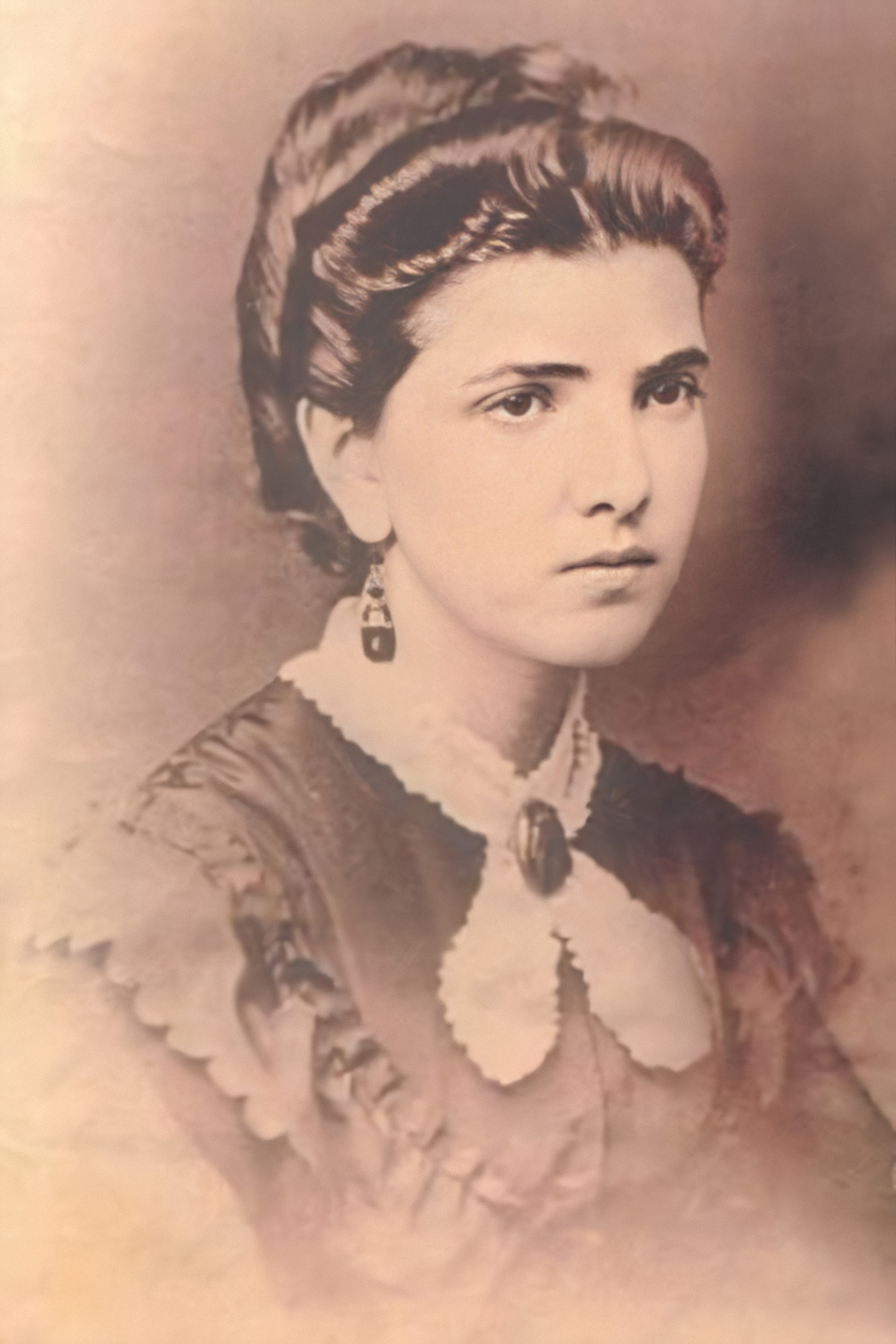
Carmela Carvajal Briones, esposa d'Arturo Prat

Pedro Chacón solia donar una o dues vegades a la setmana alguna tertúlia a la seva casa de Valparaíso. Arturo hi anava sovint, igual que ho feia la cunyada de Concepció Chacón, Carmela Carvajal. En aquelles alegres tertúlies es conegueren i enamoraren ambdós, amor que duraria tota la vida.
De retorn del viatge que repatrià des del Perú les restes mortals d'O'Higgins, dugué Prat regals per Carmela, un cosidor, un ventall, una creu de plata i un targeter d'ivori.
La relació era molt òbvia però molt reservada per Prat, que es molestava quan feien relació al seu festeig. A més de la timidesa natural, una altra de les raons per les quals es molestava Prat era el temor de formalitzar una relació per la qual no tenia diners amb què mantenir un matrimoni.
Quan s'assabentà que seria ascendit a capità de corbeta, es decidí finalment a demanar la mà de Carmela, l'any 1873.
Una mica posterior a això, es troba l'única carta d'amor de Prat a la seva promesa arribada fins a nosaltres:
| « | La meva Carmela, la meva vida, el meu tresor, he de dir-te, fins i tot el que t'adoro cada dia amb més vehemència, no ho faig ha ara perquè temo empitjorar-me. Rep el cor apassionat del teu Arturo. | » |

El 5 de maig del 1873 repicaven les campanes nupcials a l'església San Agustín de Valparaíso. S'estengué una catifa vermella, per la qual passà la radiant núvia de 22 anys, òrfena de mare i pare des de nena, crescuda al amparo dels seus germans, que la relacionaren amb la família Chacón, que l'adoptà com una més de la família.
Alta, esvelta i bella, es trobà amb un Arturo Prat robust, d'ampli front per la seva calvície, espessa barba i de pas ferm.
Els beneí el clergue José Francisco Salas, a les 10:30 hores. Eren marit i muller.
Prat tractava la seva dona com a igual, com a companya, quelcom difícil de trobar a l'època del segle xix, encarregant-li, per exemple, el pressupost familiar, i ell mateix fent-se càrrec d'alguns dels problemes domèstics: A cada moment em sembla que et veig rendida de bressolar la nostra filla, sense que al teu costat estigui i compartir, encara que sigui en petit, els teus treballs...

### Família

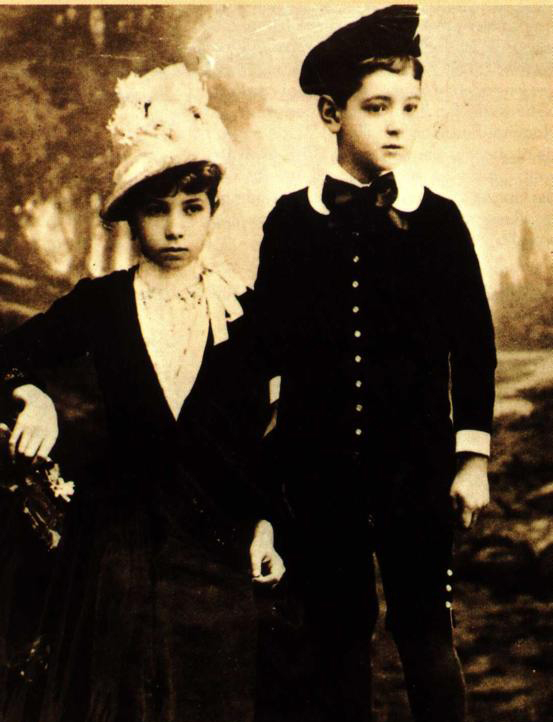
Blanca Estela i Arturo Prat Carvajal, fills d'Arturo Prat.

Els noucasats passaren lluna de mel a Quillota, des d'on es dirigiren a les Termas de Cauquenes. Després, l'espòs tornà a Valparaíso, per reprendre els seus deures navals. Només a l'octubre es reuniria de nou amb la seva dona.
Per aquella data, Carmela estava embarassada de la seva primera filla. Prat anotà per l'esdeveniment del naixement de la seva filla:
| « | El 5 de març nasqué Carmela de la Concepción a les 9:35 AM, en circumstàncies que el dia anterior me n'havia anat jo a Santiago... El 5 d'abril fou batejada a la Parroquia del Espíritu Santo, sent els padrins la Conchita amb José Jesús... Se'm figura que ha d'estar molt viva, riallera, juganera... Anit vaig somiar amb ella i semblava que em coneixia i tot i que amb careta una mica afligida, em llançava els bracets al coll... | » |

Però igual que els malaguanyats germans grans de Prat, la nena heretà una contextura extremament fràgil i malaltissa. Arturo li escriu a Carmela: Continua utilitzant l'homeopatia per la meva filleta i avisa'm quan que estigui sana. Tenia, sense dubte, l'esperança que el mètode que, suposa ell, li curà la seva condició dèbil, fes les mateixes meravelles en Carmelita.
Però no funcionava, la vida de la nena s'anava extingint cada dia més, per desesperació d'una mare impotent i un pare desesperat en la pregària.
| « | Pobre angelet!, ja no puc veure-la, almenys vull que estigui sana. | » |

El problema de Carmelita, una hèrnia causada per la retirada del cordó umbilical, al qual se li afegien diferents mals (diarrea, febre, etc.).
Per desesperació de Prat, al final de la seva estació anual, ha de ser transportat al centre del país per l'Abtao, que no arriba. El diumenge 13 de desembre arriba finalment el vapor i li escriu a la seva dona: Després, doncs, et vinc a veure, com també la meva filleta que espero que estigui completament sana...
Però la nena havia mort feia una setmana, el dia 5. Al vespre li arriba una carta desoladora de la seva dona: Arturo del meu cor: el nostre estimat angelet continua malament; sento que el meu cor defalleix de dolor i tu no hi ets per sostenir-me... Si et fos possible venir, seria l'únic consol. No desesperis el meu bé, pensa en la teva infeliç Carmela.
Més desesperació per Prat, el vapor no podrà sortir fins al dia 18.
Totes les seves esperances foren destruïdes en el viatge, amb una esquela de condol, entregada en algun port intermedi, firmada per Juan José Latorre.
Anotà Arturo, al peu de la carta anterior de Carmela:
| « | El 5 de desembre, a les 1 hores 3 minuts de la nit, morí la meva filla Carmela de la Concepción. Aquesta carta és la destinada a anunciar-m'ho, l'amargor que revela hauria d'haver-m'ho fet comprendre, però tan dolça és l'esperança. | » |

Posteriorment, nasqueren els seus altres dos fills: Blanca Estela i Arturo Prat Héctor. El seu únic fill baró nasqué a finals de 1878, durant la seva estada a l'Argentina abans de la Guerra del Pacífic. Fou batejat amb el seu nom en contra de la seva voluntat, car ell no volia que el seu fill es digués Arturo, sinó que tingués un nom més heroic.

## Missió a La Plata
Per encàrrec del govern de Xile, i arran de les evidents intencions del govern argentí de marcar sobirania a la Patagònia, particularment al riu Santa Cruz, Prat realitzà serveis especials d'intel·ligència a l'Uruguai i l'Argentina.
| « | L'objecte del seu viatge, em digué la seva excel·lència, és saber si està disposat a traslladar-se a Montevideo per saber allò que es faci a la República Argentina, en referència a armaments, moviments militars i tota mena d'aprestos que revelin un caràcter hostil a Xile, car s'està rebent contínuament telegrames alarmants, potser sense fonament real i allò que es desitja és saber el que hi hagi de positiu. | » |

Prat arribà a Montevideo el 18 de novembre del 1878, presentant-se com a advocat i escriptor, allotjant-se a l'Hotel de la Paz. Visità dues vegades Buenos Aires el desembre del mateix any, aconseguint establir-hi alguns contactes i trobant-se breument amb el president Nicolás Avellaneda.
Durant la seva missió Prat entregà una sèrie de dades militars i navals argentines sol·licitades pel govern xilè. Prat infravalorà la potència militar efectiva de l'Argentina, adduint factors com l'impacte de la crisi econòmica, la gran quantitat d'estrangers i la inexperiència dels seus mariners, però advertint alhora dels accelerats preparatius per la guerra. Sobre la possibilitat d'un conflicte, la seva opinió era que:
| « | No sóc amic de la guerra, però crec també que l'excessiu amor per la pau pot perjudicar-nos més que la guerra mateixa, enervant el país i fent-nos perdre la influència que per la nostra tranquil·litat i el bé d'Amèrica podem i hem d'exercir a Amèrica i que no posem en pràctica per pur egoisme. | » |

La missió no agradava a Prat, que sol·licità el seu retorn a Xile després de completar la part essencial de la seva missió. El 28 de gener del 1879, rebé autorització per tornar a Xile, arribant a Valparaíso a mitjans de febrer.

## Guerra del Pacífic
Quan esclatà la guerra, Prat no era gaire ben vist entre els seus iguals a causa de la seva preparació acadèmica com a advocat, cosa que feia desconfiar del seu valor com a militar, i en certa manera fou exclòs de les primeres accions i preparatius de l'Armada sent deixat a Valparaíso.
Fou designat secretari ajudant de la Comandància General de Marina. El càrrec disgustava Prat, car sentia que se li negava la participació en les accions de la Marina.
Quan Rafael Sotomayor Baeza, ministre plenipotenciari de Guerra hagué d'anar a Antofagasta per instruccions del Govern, sol·licità un ajudant, sent designat Arturo Prat. Prat, repropi en un començament, acatà l'ordre i acompanyà Sotomayor i se'n guanyà la confiança durant el viatge.
Estant ambdós embarcats en el blindat Blanco Encalada, fou designat per notificar el bloqueig d'Iquique a les seves autoritats peruanes, cosa que realitzà sense acovardir-se de l'actitud hostil dels seus pobladors.
Aparentement Prat aconseguí sota les premisses del ministre Sotomayor, ser considerat en les accions, quan estigué a Antofagasta.
Aleshores estant a Antofagasta se li assignà el comandament de la Covadonga. El 3 de maig la corbeta Abtao, al comandament del capità de Corbeta Carlos Condell de la Haza i la Covadonga, al comandament d'Arturo Prat, salparen a Iquique recalant en aquell port el dia 10 de maig, cal destacar que la Covadonga i l'Esmeralda (al comandament de Thomson) eren considerats d'escàs valor militar a causa del seu pobre caminar. En arribar a Iquique estava l'estol xilè fent preparatius per una incursió per sorpresa al Callao.
Per a acomplir el pla d'atacar l'estol peruà al port del Callao, l'Almirall Juan Williams Rebolledo feu canvis, designà com a comandant de l'Abtao Manuel Thomson, que comandava en aquell moment la corbeta Esmeralda, sent substituït per Arturo Prat i designant comandant de la Covadonga Carlos Condell de la Haza que quedarien a càrrec del bloqueig.
El 16 de maig, l'estol salpà al Callao amb el pla de sorprendre els vaixells peruans, però aquell mateix dia salpaven des d'aquell port el monitor Huáscar amb la fragata blindada Independencia, amb destí a Arica, amb l'objectiu de dur reforços, armament, municions i vitualles, creuant-se de nit ambdós estols, sense albirar-se.

### Combat naval d'Iquique

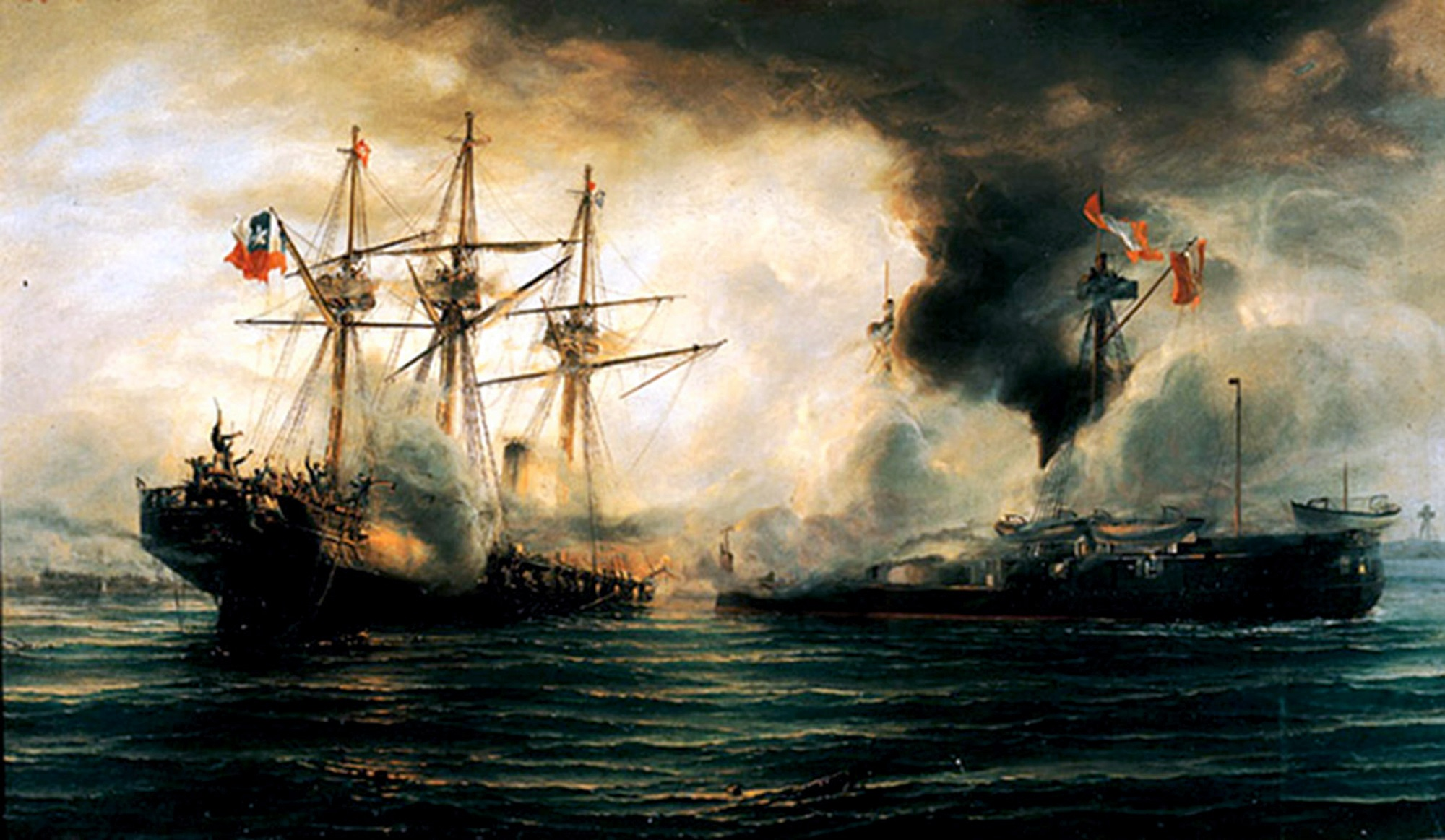
Combate naval de Iquique de Thomas Somerscales.

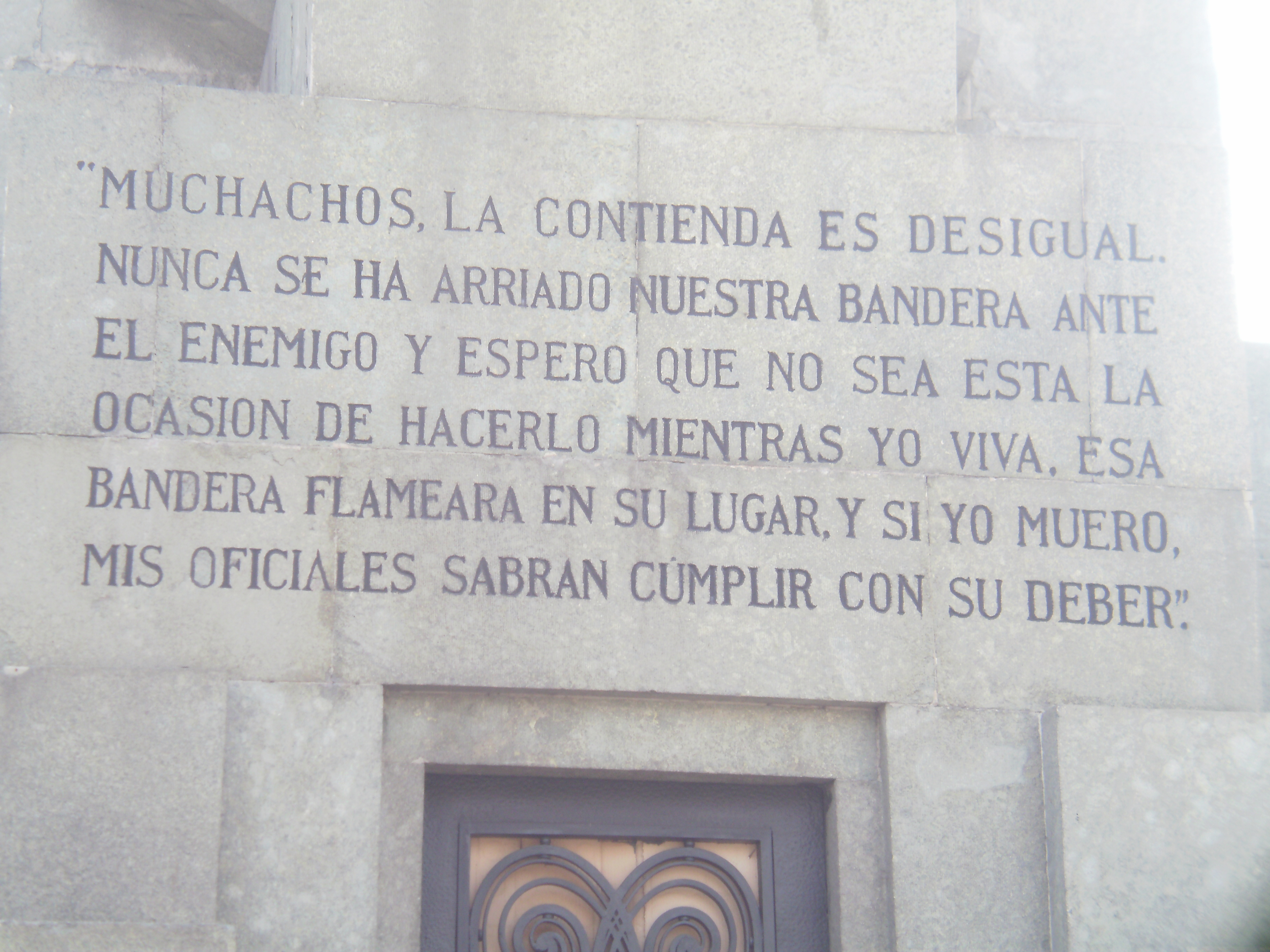
Arenga de Prat gravada en el seu monument

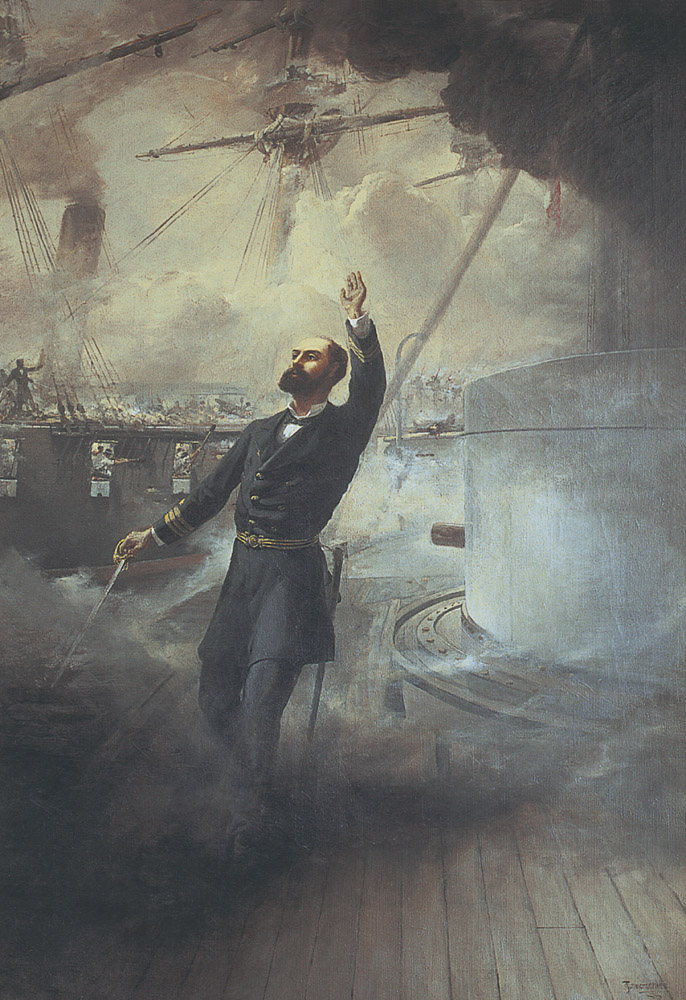
Muerte de Arturo Prat, oli de l'anglès Thomas Somerscales

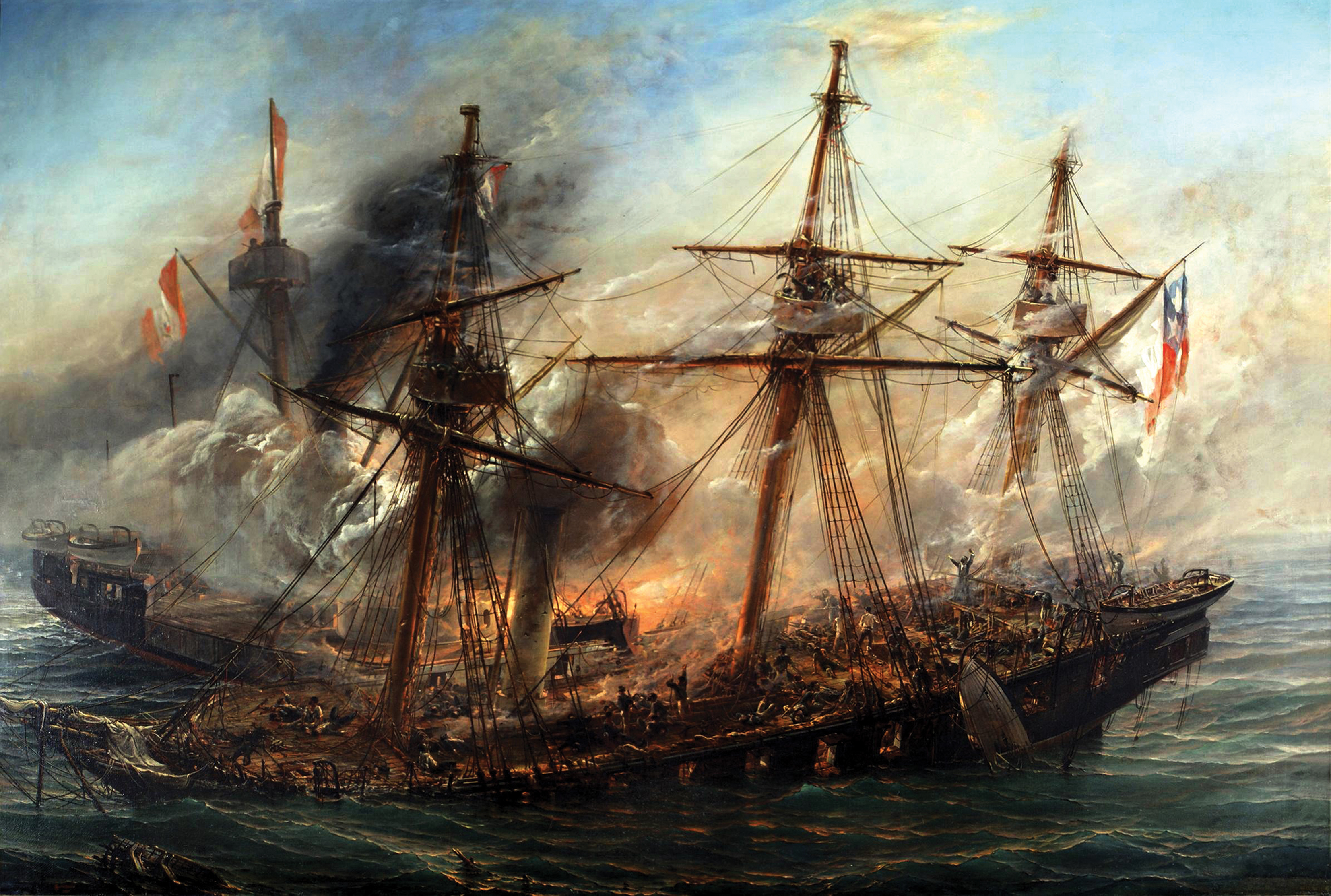
Enfonsament de l'Esmeralda

El dia 21 de maig del 1879, a les 6:30 del matí, en desaparèixer la boirina, el guaita de la Covadonga donà avís de la presència d'altres navilis amb el crit "Fums al nord!". A causa de la camanchaca no es podia identificar els que havien arribat i per uns moments es pensà que havia tornat l'estol xilè. Posteriorment, a les 6:45 hores, un mariner de la Covadonga aconseguí observar amb claredat les arboradures dels vaixells i reconèixer-los com a peruans. Davant aquesta informació, Condell ordenà donar un tir d'avís a l'Esmeralda ancorada al port.
En aquell moment l'almirall peruà Miguel Grau arenga per megàfon a la seva tripulació:
| « | -Tripulants del Huáscar, estem a la vista d'Iquique, allà estan els nostres afligits compatriotes de Tarapacá i allà està l'enemic, impune encara. Ha arribat l'hora de castigar-lo! Espero que ho sabreu fer." | » |

Carlos Condell de la Haza avisà Prat i aquest, en veure la diferència de potencial entre ells i el seu enemic, pronuncià davant dels seus companys d'armes la seva famosa arenga:
| « | "Nois,la contesa és desigual! Mai la nostra bandera s'ha arriat davant de l'enemic, espero doncs que no sigui aquesta l'ocasió de fer-ho. Mentre jo estigui viu, aquella bandera flamejarà al seu lloc, i us asseguro que si moro, els mentres oficials sabran complir el seu deure. Visca Xile!"" | » |

L'Esmeralda era aleshores una vella corbeta de fusta de 850 tones i 200 cavalls de força, amb 8 canons de 40, 4 de 30 i 2 de 6 lliures.
En iniciar-se l'acció, Prat ordenà a Condell seguir les seves aigües i la Covadonga es reuní amb l'Esmeralda i el Lamar al centre de la badia.
A les 8:15, la primera andanada dona entremig de les naus, Prat ordena alçar el caminar
 a la corbeta Esmeralda, més enrere la segueix la Covadonga a l'ordre de -"seguiu les meves aigües"-.
A les 8:25 una segona andanada cau i un tir del Huáscar dona de ple a l'estribord i el passa entre les bandes de la Covadonga a l'altura de la base del trinquet, penetrant el menjador que estava sent habilitat com a hospital, mata el cirurgià Videla i decapita el seu ajudant, deixant ferit de mort un mariner.
El transport Lamar hissa bandera estatunidenca i escapa al sud, Condell aleshores estranyament canvia el seu rumb després de l'Esmeralda i es dirigeix darrere d'aquest vaixell, cap al sud.
Prat, en veure el comportament de Condell, exclama: -Què fa Condell?-
Grau ordena a la fragata Independencia, al comandament del contraalmirall Moore, tancar-li el pas a la Covadonga i el Lamar.
Condell ignora aquesta ordre de Prat i segueix el transport Lamar, que aconsegueix escapolir-se.
La Independencia, al comandament del comandant Juan Guillermo Moore, el segueix.
El monitor "Huáscar", en canvi, pesava 1.130 tones, blindatge de 4 ½ polzades, 2 canons de 300 lliures de avencàrrega, ubicat a la torre giratòria, i 11 milles de velocitat a la seva màxima capacitat i és qui s'enfronta a l'Esmeralda.
L'almirall Miguel Grau Seminario capità del Huáscar, encomana a la Independencia continuar amb la persecució de la Covadonga, mentre ell perseguia l'Esmeralda.
Prat baixa al llit, es vesteix amb l'uniforme de parada, posa el retrat de la seva esposa Carmela Carvajal i altres objectes personals i puja ràpidament al pont de comandament.
Prat ràpidament posicionà aquesta al capdavant de la costa, a 200 metres d'ella, obligant el "Huáscar" a disparar per elevació per no danyar al poble peruà que es reuní en multituds a la platja d'El Colorado per seguir el combat.
El General Juan Buendía, comandant de la plaça peruana d'Iquique, fa situar dos canons d'artilleria a la platja i envia en un falutx ràpid un emissari amb una advertència (falsa) de la presència de torpedes al Huáscar.
Grau, informat erròniament que l'Esmeralda estava envoltada de torpedes, es detingué a 600 metres d'ella i començà a disparar amb els seus canons de 300 lliures, sense aconseguir impactar cap tir durant hora i mitja, això a causa de la inexperiència dels marins peruans amb la torre de Coles del monitor, a què contestava la tripulació xilena amb els seus canons de 30 lliures i foc de fuselleria, impactes que reboten inútilment sobre la massissa cuirassa blindada del Huáscar i que sol aconseguí danyar els bots salvavides.
A la costa, els peruans instal·laren una bateria de canons de 9 lliures i començaren a bombardejar el vaixell xilè, al qual li arribà una granada de terra que matà tres homes. Els tirs d'aquestes bateries de terra serien els que provocarien una carnisseria a bord.
Prat, adonant-se d'estar entre dos focs, ordenà moure el vaixell, que lentament maniobrà donant amb prou feines 4 nusos, car la seva màquina estava defectuosa i justament rebentà una de les seves calderes, donant amb prou feines dos nusos, i es posicionà a 1.000 metres al nord de la ciutat i a 250 de terra, on duraria fins al seu enfonsament.
Aquesta maniobra feu veure a Grau la inexistència dels torpedes que suposadament envoltaven l'Esmeralda. Un dels tirs del Huáscar arriba de ple a la coberta, decapita el corneta d'ordres Gaspar i mutila els servents d'un cañó.
La coberta comença a tenyir-se amb la sang dels que queien.
La situació de l'Esmeralda es torna desesperada en veure's batuda i desmantellada per les bateries apostades a la platja i pels canons del Huáscar.
Grau, des de la seva torre blindada, exclamava al cirurgià del Húascar: "Com es baten aquests xilens"- impressionat per la valentia demostrada per l'enemic evidentment inferior en armes.
A les 11:30 Grau, veient la inútil carnisseria que planava sobre la ja desmantellada i obstinada corbeta, i volent acabar el combat que ja anava per les 4 hores ordenà envestir l'Esmeralda. El monitor retrocedí per prendre impuls i es llançà sobre el costat d'estribord. La primera envestida anà a donar al senó, on a causa de la guerxesa d'aquell sector no semblà causar un dany fatal fins aleshores.

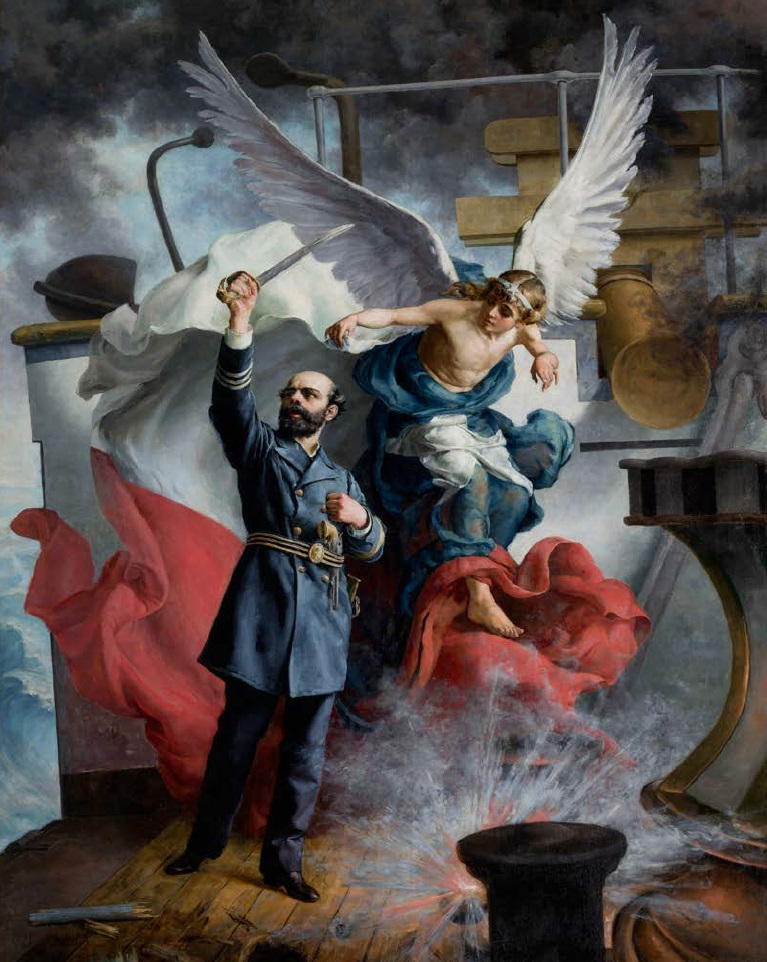
"Prat guiado al sacrificio por el genio de la Patria", quadre de Cosme San Martín.

En envestir el costat de popa, Prat, amb l'espasa a la mà, cridà: "A l'abordatge, nois!", crit que per l'estrèpit del xoc només sentí el sergent Juan de Dios Aldea, que salta juntament amb Prat i amb un mariner de nom Arsenio Canave, que rellisca i cau al mar al moment del retrocés del monitor, enfilant-s'hi per després morir a la seva coberta. El sergent Aldea segueix sol Prat armat amb una destral d'abordatge i una pistola.
Ja en coberta Prat i Llogarret es dirigeixen decididament a la torre de comandament del monitor enemic, Grau en adonar-se de l'acció dels marins xilens ordena capturar-los, el tinent peruà Jorge Enrique Velarde intenta complir l'ordre del seu superior, però en obrir l'escotilló rep un tret mortal (aparentment de Prat) i mor. Això enardeix els defensors parapetats en l'estructura.
En aproximar-se a la torre artillera, Aldea rep una descàrrega de fuselleria en ple ventre que el deixa agònic sobre coberta, només segueix Prat, la marineria peruana contemplava atònita l'escena de coratge. Grau reitera les ordres de capturar viu el capità xilè.
Arribat a la coberta, avançà cap a la torre de comandament, però fou assolit per un tret als genolls. Tanmateix, aconseguí sostenir-se sobre el seu genoll, el mariner peruà Mariano Portales (o Portal), sortit de la torre d'artilleria, el fulminà gairebé a boca de canó amb un precís tret al front, deixant-lo agònic o mort.
Des de l'"Esmeralda" es veié amb horror el sacrifici del seu cap, i en realitzar Grau una segona envestida, aquesta vegada cap a proa de la Esmeralda, Ignacio Serrano cridà novament "a l'abordatge!", pujant ell i deu homes a la coberta del Huáscar, però foren morts a ferides de bala per les metralladores Gatling muntades al pont i per la fuselleria dels marins del monitor.
Ignacio Serrano és l'únic supervivent que rep ferides en tota la zona genital i els seus crits són atroços pel dolor. Ràpidament Grau el fa recollir i dur a la infermeria en estat de xoc, on és deixat juntament amb l'agònic sergent Aldea.
Finalment una tercera envestida, aquesta vegada al centre de la nau, és fatal i marcant la sentència de mort de la nau, ja ningú més pogué saltar per la falta d'alçada, car s'enfonsava de forma irremediable, però el pavelló xilè fou l'últim que tocà el mar. L'últim tir l'efectuà el Guàrdia marina Riquelme, que s'enfonsà amb la peça artillera. Eren les 12:10 de la tarda.
Posteriorment l'Almirall Miguel Grau, demostrà profund pesar per la mort de Prat i li reté respectes, en una actitud que "demostra la seva cavallerositat i bonhomia" i feu prendre acta de les seves pertinences.

### Epíleg
Després del combat, l'almirall Grau ordenà que els objectes personals de Prat —el seu diari personal, uniforme i espasa, entre altres— fossin retornats a la seva vídua. Juntament amb ells, Carmela Carvajal rebé una carta de l'almirall peruà, demostrant la qualitat personal del seu rival, la noblesa i els seus alts valors morals, per la qual cosa fou denominat després «El cavaller dels mars».
Igualment, Grau ordenà el rescat dels mariners xilens supervivent tan aviat com es repararen les xalupes i els donà roba eixuta i aliments, retenint-los a la cala de popa del monitor.
En la rada d'Iquique, Xile perdé una vella nau de fusta, però la mort de Prat permeté mobilitzar la població xilena al voltant de la causa comuna de la guerra, cosa que seria al capdavall un dels factors de la victòria xilena en la Guerra del Pacífic, sent el determinant la superioritat del seu estol.

## Reconeixement

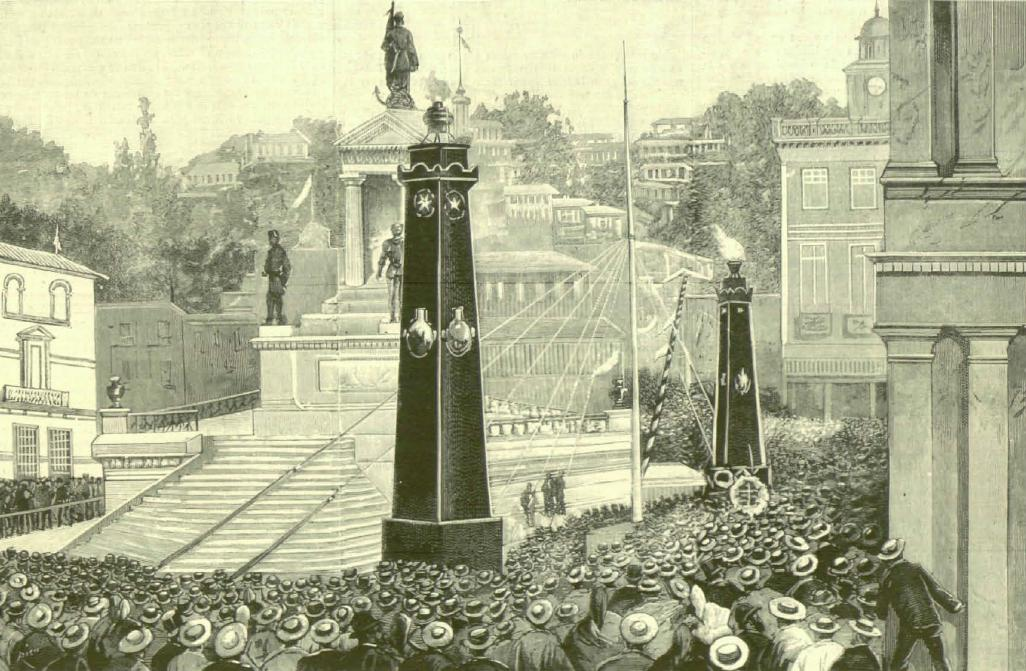
Inhumació de les restes mortals de Prat, Ignacio Serrano i Juan de Déu Llogarret al Monument als Herois d'Iquique de Valparaíso. Prat es troba al cim, mentre que al segon nivell estan les estàtues de Riquelme, Serrano, Llogarret i un marí genèric. Aquest monument és també la cripta d'aquests marins, Condell i altres.

La mort d'Arturo Prat el transformà en símbol de la nació xilena en la seva lluita a mort amb els seus enemics. Se l'admirava no per les seves proeses sinó per representar els valors de dedicació i autosacrifici.
Després del terme de la guerra la seva imatge fou menys reverenciada, però ressorgí amb força durant el període parlamentari. Davant de la corrupció del sistema polític, la figura de Prat adquirí nous rivets, personificant les virtuts civils i el compliment del deure, abans que els valors militars. Es convertí: "en l'encarnació d'un lideratge dinàmic i d'una superioritat espiritual: l'home que dugué fama a Xile, el guerrer que havia igualat les proeses dels antics grecs. Per una nació on la venalitat abundava, on una petita camarilla devaluava la moneda del país i en corrompia el sistema electoral, Prat representà l'encarnació de la virtut cívica, un home tan dedicat als seus deures que cap motiu personal li impedí complir amb les seves obligacions cíviques."
Amb el pas del temps Prat passà a simbolitzar la unitat nacional. El 21 de maig és dia festiu a Xile i a partir del 1926 també es convertí en la data del Discurs Anual del President de la República davant del congrés ple.
En algun moment s'afirmà que a l'Escola Naval del Japó existien tres bustos d'Horacio Nelson, Arturo Prat Chacón i Heihachirō Tōgō.
Tanmateix, això no està comprovat de manera fefaent. No existeixen imatges d'aquests tres bustos junts en l'Escola Naval Japonesa.
El que sí que sembla cert és que un bust de Prat hauria estat portat al Japó des de Xile el 1966 i col·locat en un santuari xinto juntament amb el de l'almirall Tōgō.
És l'únic capità no japonès homenatjat per la 日本海軍 Nippon Kaigun (Armada Imperial Japonesa), i en honor d'ell, la consigna de batalla del creuer pesant Mikuma (classe Mogami) fou 大日本帝國海軍 (Glòria i Victòria).

## Comentaris

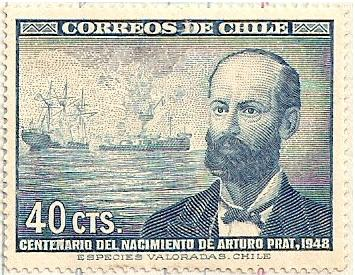
Estampilla d'Arturo Prat del 1948

- Es creu que Prat matà el tinent segon Jorge Enrique Velarde, segons afirmen els mateixos peruans del Huáscar, de fet fou l'única baixa peruana a bord del Huáscar.
- Algunes versions aportades per peruans capturats juntament amb el Huáscar, tal com fou publicada en el butlletí de la guerra del Pacífic. Francisco Lena, portuguès de 31 anys i guardià 2n del Huáscar, indica que fou Portal el mariner que li disparà al front. Altres fonts indiquen que el nom del marí que ultima Prat és Mariano Portal.[45]

Un altre presoner no identificat, exposa a l'entrevista que es publicà el 29 d'octubre del 1879 en el butlletí de la guerra del Pacífic, que ell fou un dels quatre que prengueren en braços al comandant de l'Esmeralda per traslladar-lo a la cambra del comandant Grau.
- Les restes de Prat reconegudes per l'espanyol aveïnat a Iquique, Eduardo Llanos, descriuen una fatal ferida al front de Prat. Posteriorment reconegudes les restes des del seu trasllat des d'Iquique a Valparaíso, es feu evident que la ferida rebuda al front de Prat necessàriament hagué de ser mortal i sense possibilitats de sobreviure.
- Arturo Prat fou un dels herois que tingueren el seu episodi en la sèrie Héroes, la gloria tiene su precio (2009), on fou encarnat per Andrés Waas, i en la pel·lícula La Esmeralda, 1879 (2010), on el seu paper el realitzà Jaime Omeñaca.

## Obra publicada
- Prat Chacón, Arturo. Observaciones a la ley electoral vigente.  Valparaíso: Imprenta del Mercurio, 1876. 36 p.